# Bouxwiller (Bajo Rin)
Bouxwiller es una localidad y comuna francesa, situada en el departamento del Bajo Rin en la región de Alsacia.

## Demografía
| 3665 | 3717 | 3706 | 3655 | 3693 | 3683 |
| Para los censos de 1962 a 1999 la población legal corresponde a la población sin duplicidades (Fuente: INSEE [Consultar]) |      |      |      |      |      |

## Patrimonio
- Museo judeo-alsaciano en la antigua sinagoga.
- Museo de Bouxwiller y del Pays de Hanau.